# Isodontia costipennis
Isodontia costipennis är en biart som först beskrevs av Maximilian Spinola 1851.  Isodontia costipennis ingår i släktet Isodontia och familjen grävsteklar. Inga underarter finns listade i Catalogue of Life.